# آندوکارد
آندوکارد (به انگلیسی: Endocardium) یا درون‌شامهٔ قلب لایه داخلی قلب و پوشش‌دهنده حفره‌های دهلیزی و بطن است. سلول‌های رویان‌شناسی و زیست‌شناسی این بخش از قلب، شباهت زیادی به سلول‌های رگ‌های خونی دارد.
درون‌شامهٔ قلب در کنترل فعالیت‌های لایهٔ بالایی خود، ماهیچه قلب (میوکارد)، یعنی انقباض قلب، نیز نقش داشته و در دوران جنینی نیز، نقش مهمی در تکامل ساختار قلب برعهده دارد.